# Букварь
Буква́рь (азбука, буквица) — учебное пособие для обучения грамоте. Букварь помогает учащимся усвоить печатные и рукописные буквы и их звуковые значения, научиться читать слитно простейшие слоги и слова и правильно понимать читаемое, уметь читать и понимать небольшие тексты и уметь писать простейшие слова и предложения.
Первым букварём в мире стал учебник Томаса Петита The BAC Bothe in Latyn and in Englysshe (1538), а первым букварём с картинками — учебник Джона Харта A Methode; or, Comfortable Beginning for All Unlearned (1570).
Появление букваря на восточнославянских землях относится к XVI веку. Первое подобное издание «Наука ку читаню и розуменю писма словенскаго» было издано Лаврентием Зизанием в Вильно в 1596 году. А первая в мире книга под названием «Букварь» была издана 24 июля 1618 года в типографии виленского Свято-Духова православного братства в городе Евье в Великом княжестве Литовском, язык книги — церковнославянский.
В 1634 году Василием Бурцовым в Москве был выпущен «Букварь языка Словенска». С этого момента буквари создавались как по буквослагательному методу, так и по звуковому (с первой половины XIX века). Однако только К. Д. Ушинский в своём «Родном слове» (1864) дал образец азбуки, построенной по аналитико-синтетическому звуковому методу письма и толкового словаря.
В конце XIX — начале XX веков появились буквари В. П. Вахтерова и В. А. Флёрова, усовершенствовавшие букварь К. Д. Ушинского.
Наиболее распространённые буквари середины XX века составили С. П. Редозубов (для городских школ) и А. И. Воскресенская (для школ сельских). Редозубовский букварь был основательно переработан в 1950-е годы Иваном Свадковским.
В начальной школе СССР обучение по букварю проходило в первые три с половиной месяца обучения.
К середине или концу декабря во многих школах постсоветского пространства предусмотрены торжественные мероприятия по случаю прощания с букварём.
- Иван Фёдоров. Азбука (1574 год)
- Спиридон Соболь. Букварь, Кутеинская типография — титульный лист (1631 год)
- Василий Бурцов. Азбука, 2-е издание — фронтиспис (1637 год)
- Удмуртский букварь («Букварь для вотскихъ дѣтей»), 1898 год